# Glossaire de l'art contemporain
Voir aussi : Liste d'artistes en art contemporain
- Haut – A
- B
- C
- D
- E
- F
- G
- H
- I
- J
- K
- L
- M
- N
- O
- P
- Q
- R
- S
- T
- U
- V
- W
- X
- Y
- Z

## A
1. Abstraction
  1. Abstraction lyrique (courant)
2. Art Action (mouvement)
3. Art audiovisuel (mouvement)
4. Art cinétique (mouvement)
5. Art conceptuel (mouvement)
6. Art contemporain
  1. Art contemporain chinois
  2. Art contemporain japonais
  3. Art contemporain africain
7. Art corporel ou Body Art (mouvement)
8. Art en ligne
9. Art génératif (mouvement)
10. Art numérique
11. Art Fractal (mouvement)
12. Art sociologique (mouvement)
13. Art télématique (mouvement)
14. Art vidéo (mouvement)
15. Art postal (mouvement)
16. Arte Povera (mouvement)

## B
1. Bio-art

## C
1. Citation
2. Collage
3. Concept

## D
1. Dadaïsme (racine de l'Art contemporain)
2. Démarche ou Proposition artistique
3. Documenta (exposition)
4. Les DRAC

## E
1. Earthwork
2. Esthétique de la communication (mouvement)
3. Expressionnisme abstrait
4. Event
5. MinEvent

## F
1. Fiac (foire)
2. Figuration Libre (mouvement)
3. Fluxus (mouvement)
4. Futurisme (racine de l'Art contemporain)

## G
1. Graffiti

## H
1. Happening
2. Hyperréalisme (mouvement)

## I
1. Installation

## L
1. Land art (mouvement)

## M
1. Minimalisme (mouvement)
2. Monochrome

## N
1. Nouveau réalisme (mouvement)
2. Nouveaux Fauves (mouvement)

## O
1. Op Art (mouvement)
2. Oupeinpo (mouvement)

## P
1. Pataphysique (mouvement)
2. Performance ou Action
3. Photocollage
4. Pièce
5. Pop Art (mouvement)
6. Post-humain
7. Postmoderne (mouvement)

## R
1. Ready-made

## S
1. Supports/Surfaces (mouvement)
2. Software Art
3. Symbiotica (mouvement)

## T
1. Trans-avant-garde (mouvement)
2. Travail
3. Tropicalisme (mouvement)

## U
1. Unisme (mouvement)